# Brian Roman
| Odkryte planetoidy: 11         | Odkryte planetoidy: 11 |
| ------------------------------ | ---------------------- |
| (4490) Bambery[1]              | 14 lipca 1988          |
| (4954) Eric                    | 23 września 1990       |
| (5131) 1990 BG[1]              | 21 stycznia 1990       |
| (5186) Donalu                  | 22 września 1990       |
| (5588) Jennabelle              | 23 września 1990       |
| (5620) Jasonwheeler[1]         | 19 lipca 1990          |
| (12272) Geddylee               | 22 września 1990       |
| (19155) Lifeson                | 22 września 1990       |
| (23469) Neilpeart              | 22 września 1990       |
| (24693) 1990 SB2               | 23 września 1990       |
| (29180) 1990 SW1               | 22 września 1990       |
| - [1] wspólnie z Eleanor Helin |                        |

Brian P. Roman – amerykański astronom.
Odkrył 11 planetoid (8 samodzielnie oraz 3 wspólnie z Eleanor Helin). Jest także współodkrywcą komet okresowych 111P/Helin-Roman-Crockett, 117P/Helin-Roman-Alu oraz 132P/Helin-Roman-Alu.
W uznaniu jego pracy jedną z planetoid nazwano (4575) Broman.